# Калитри
Калѝтри (на италиански: Calitri; на неаполитански: Calitr’, Калитръ) е малко градче и община в Южна Италия, провинция Авелино, регион Кампания. Разположено е на 601 m надморска височина. Населението на общината е 4866 души (към 2010 г.).